# 天童自動車学校
有限会社天童自動車学校（てんどうじどうしゃがっこう、TENDO DRIVING SCHOOL）は、山形県天童市に本社を置く自動車教習所を運営する企業。
山形県民からは「教習所と言ったら天自(天童自動車学校)」として親しまれている。

## 概要
山形県公安委員会指定の教習所である。
合宿免許も行っており、天童温泉の旅館や天童市内のホテルといった宿泊施設とも連携し、合宿プランなども兼ね備えている。

## 教習できる免許(車種)
- 普通免許
  - マニュアル
  - オートマ
- 大型免許
- 中型免許
- 準中型免許
- 大型特殊免許
- けん引免許
- 大型二種免許
- 普通二種免許
- 大型二輪免許
- 普通二輪免許

## 所在地
天童自動車学校
〒994-0057 山形県天童市石鳥居1丁目1-91